# Мошкаров, Сергей Петрович
Сергей Петрович Мошкаров (13 апреля 1946, Горький — 11 мая 1984) — советский хоккеист, защитник. Мастер спорта СССР.
Воспитанник горьковского хоккея. В сезонах 1963/64 — 1964/65 играл в первенстве РСФСР за «Динамо» Горький. 12 сезонов (1964/65 — 1975/76), из них 11 — в высшей лиге провёл в составе «Торпедо» Горький — более 250 игр, 23 шайбы. Играл во второй лиге за «Торпедо» Тольятти (1976/77) и «Полёт» Горький (1977/78).
Провёл два матча за сборную СССР на призе «Известий» 1970.
Работал тренером в ДЮСШ «Торпедо». Скончался в 1984 году в возрасте 38 лет. Похоронен на Бугровском кладбище.